# Финлаг
Финлаг (VI век) — игумен из Дерри. День памяти — 3 января.
Святой Финлаг (Finlugh, Finlag), брат святого Финтана, ирландец, отправился в Шотландию, где стал учеником святого Колумбы. По возвращении в Ирландию он был избран настоятелем монастыря, основанного св. Колумбой в графстве Дерри.
Его брат, Финтан из Дуна, также почитается как святой.